# سلاتینا ناد وپوو
سلاتینا ناد وپوو (به لاتین: Slatina nad Úpou) یک منطقهٔ مسکونی در جمهوری چک است که در ناحیه ناخود واقع شده‌است. سلاتینا ناد وپوو ۱۰٫۱۱ کیلومتر مربع مساحت و ۳۰۱ نفر جمعیت دارد و ۳۷۲ متر بالاتر از سطح دریا واقع شده‌است.